# The Whip
The Whip é uma banda de electronic dance-rock de Oldham, Manchester, Inglaterra. Os dois membros fundadores, Bruce Carter e Danny Saville, haviam tocado na banda Nylon Pylon , que eram contratados da London Records e foram banda de apoio da The Music em sua Turnê de 2003. Outros membros do The Whip são Nathan Sudders (baixo), que também toca na banda de Manchester Tokolosh e Fiona "Li'l Fee" Daniel (bateria), que era da banda Earl, de Colne.

## História
The Whip estreou em 2006 com o single Frustration, uma edição limitada de 7", lançado pela British label Kids. Posteriormente, lançaram outros singles em outras gravadoras como Kitsuné, antes de seu álbum de estréia X Marks Destination lançado em 24 de Março de 2008, pela Southern Fried Records. O álbum foi produzido por Jim Abbiss, mais conhecido por seu trabalho com Björk, Kasabian e Arctic Monkeys.
Faixas "trash" e "Divebomb" aparecem no Kitsune Maison Compilations 3 e 4, respectivamente, enquanto "Muzzle #1", aparece na trilha sonora do jogo FIFA 09. Mas é "trash" que deu à banda a sua maior exposição, tendo sido utilizada numa campanha publicitária nacional da Cerveja Coors Light, que estreou em 2009. "trash" também é a música tema do programa de videoclipes Rude Tube.
Os membros da banda também tem sido convidados para fazerem remixes para bandas como Editors, Hadouken! e The Courteeners, em sua faixa "Fallowfield Hillbilly".
Após o lançamento de seu álbum de estreia, o membro fundador e tecladista Danny Saville deixou a banda para se tornar Gestor de Contas na GV Multi-Mídia.
O segundo álbum de estúdio da banda foi lançado em 26 de setembro de 2011 obtendo críticas diversas.

## Discografia

### Álbuns
- X Marks Destination, 2008, Southern Fried Records (#75 Reino Unido)
- Remix Marks Destination, 2008, Southern Fried Records
- X Marks Destination, 2009, Razor & Tie (Versão Americana)
- Wired Together, 2011, Southern Fried Records

### Singles e EPs
- "Frustration" (2006, Kids)
- "Trash" (2006, Lavolta Records)
- "Divebomb" (2007, Kitsuné)
- "Muzzle #1" (2007,  Southern Fried Records)
- "Sister Siam" (2007, Southern Fried Records)
- "Blackout" (2008, Southern Fried Records)
- "Trash" (2008, Southern Fried Records)
- "Secret Weapon" (2011, Southern Fried Records)
- "Movement" (2011, Southern Fried Records)

### Remixes
2007
- Editors - "An End Has a Start"
- The Black Ghosts - "Anyway You Choose to Give It"
- Sons and Daughters - "Killer"
- Paul Hartnoll participação de Robert Smith - "Please"
- Asobi Seksu - "Strawberries"

2008
- Hadouken! - "Declaration of War"

## Uso de faixas
Trash apareceu na propaganda da FA Cup da ITV "All men are equal".
Trash apareceu em anúncios de TV para a cerveja Coors Light no Reino Unido.
Trash foi usado na sitcom estadunidense  Secret Girlfriend durante uma cena de striptease.
Trash foi utilizado como abertura para a séria Rube Tube do Channel 4.
Trash foi destaque no podcast 'Chuck G's New Music Podcast' (18 de fevereiro de 2009) no iTunes
trash foi usada em vários vídeos promocionais para o Microsoft Zune HD, assim como um vídeo que toca no primeiro lançamento do Zune desktop software.
Trash foi usado na trilha sonora do Evolution Studios MotorStorm: Pacific Rift .
Trash foi usado na trilha sonora do Midnight Club: Los Angeles para Xbox 360 e PlayStation 3.
Trash aparece na trilha sonora de Turn 10's Forza Motorsport 3 do Xbox 360.
Blackout foi destaque no EA Sports' NBA Live 2009
Blackout apareceu em toda a primeira temporada do programa "Batteries Not Included".
Blackout foi destaque em um vídeo promocional e o vídeo de introdução na primeira inicialização do Microsoft Zune HD.
Muzzle #1 foi utilizado no jogo EA Sports FIFA 09.
Divebomb foi utilizado no jogo The Sims 2.
Fire foi incluída na trilha sonora de Electronic Arts' need for Speed: Undercover.